# Hareluya II Boy
Hareluya II Boy (Hareluya IIボーイ o también titulado BØY) es un manga japonés creado por el mangaka Haruto Umezawa. Y publicado en la revista Shūkan Shōnen Jump, con un total de 33 volúmenes. También cuenta con una adaptación al anime de 25 capítulos, con una duración de 25 minutos cada capítulo.
En 1994 el manga logró vender más de 26 millones de ejemplares, siendo uno de los mangas más populares de la Shonen Jump en la década de los 90.

## Argumento
Hareluya Hibino es un joven rebelde que le encanta meterse en peleas. Como su padre es Dios, y este no aprueba el comportamiento rebelde de Hareluya, decide enviarlo a la tierra para que empiece su 1.er año en la secundaria Rakuen. Desde ese momento, Hareluya tendrá en mente hacer un montón de cosas para lograr un objetivo, el cual el llama: conquistar el mundo. Para cumplir dicho objetivo, tendrá que luchar contra diferentes matones de diferentes escuelas por muy fuertes que sean.
En casi todo el manga, Hibino lucha con varios bravucones por causas que él y sus amigos piensan que son injustas. Está acompañado por Kiyoshiro, un joven de 15 años que tiene como sueño convertirse en un gran pintor en Francia.